# Palazzo Ducale (Modène)
 (août 2024).
Le palais ducal de Modène (en italien : Palazzo Ducale di Modena) est un palais italien du XVIIe siècle de style baroque, situé à Modène, en Émilie-Romagne. Résidence des ducs de Modène de la maison d'Este et de celle de  Habsbourg-Este entre 1814 et 1859, il héberge à ce jour l'Académie militaire de Modène, un musée militaire et une librairie.

## Histoire
Lorsqu'il monte sur le trône de Modène en 1629, le duc François Ier entend asseoir le prestige de la maison d'Este. Il choisit de remplacer le vieux château médiéval, qui s'élevait dans ce qui était alors la périphérie de la ville, par un « palais neuf et grand », à la hauteur de ses ambitions.
On attribue généralement la réalisation de ce projet au Romain Bartolomeo Avanzini, formé auprès du Bernin, quoiqu'il a été avancé que Pierre de Cortone, Francesco Borromini, et Le Bernin lui-même aient pu intervenir ou superviser la conception des plans.
Le palais, tout en correspondant aux canons architecturaux de l'époque, joue sur l'effet grandiose de la façade donnant, au sud, sur la ville, tandis que celle sur cour, au nord, s'ouvre sur le paysage et les cours d'eau des alentours de Modène.

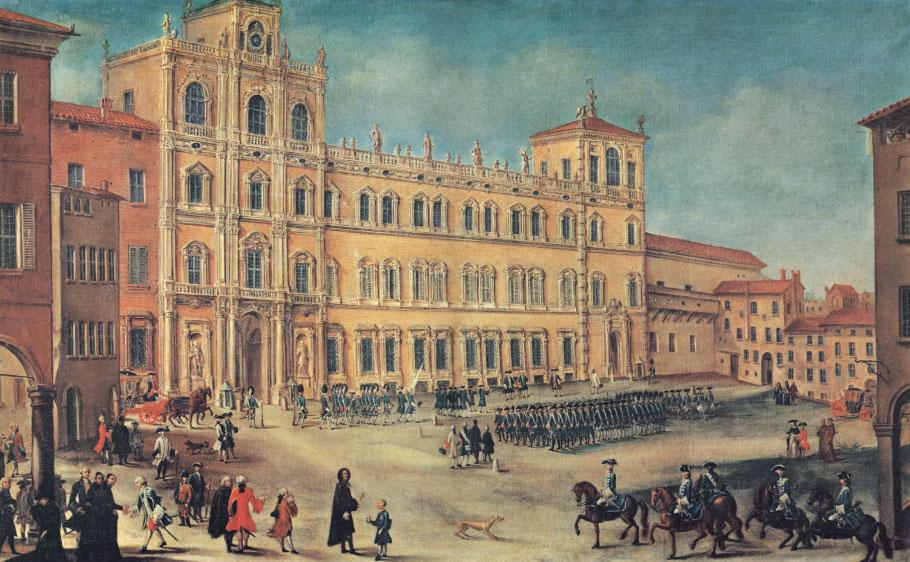
Le palais ducal de Modène, au XVIII^{e} siècle : on remarque l'inachèvement de la façade.

Le chantier débute en 1634 et ne doit cependant pas interférer avec l'utilisation du château préexistant. Cette contrainte, ainsi que les difficultés économiques et les modifications du projet, allongent la durée des travaux. Sous les ducs Renaud III, François III et Hercule III, la construction ne progresse guère. C'est seulement à la fin du XVIIIe siècle que la façade principale est partiellement achevée : le pavillon central, la tour orientale, l'aile occidentale jusqu'au deuxième étage, le grand escalier et les loggias des côtés ouest et sud de la cour intérieure.
En juin 1805, Napoléon et l'impératrice Joséphine, après avoir été couronnés roi et reine d'Italie, entrent triomphalement à Modène et séjournent au palais, alors rebaptisé « palais national ». Les nouveaux souverains n'y restent qu'une journée, mais profitent de leur passage pour s'approprier plusieurs œuvres d'art des collections d'Este.
Il faut attendre la première moitié du XIXe siècle, pour que François IV et François V relancent les travaux, mais les étages supérieurs ne seront achevés qu'en 1941. Bombardés en 1944, ils ont donc été reconstruits après la guerre.

## Description
La façade se remarque par la qualité de sa composition, par l'équilibre et la géométrie de la construction et par ses décorations (fenêtres doublées, couverture de lambris, etc.). Le pavillon central, avec son élégant balcon et la colonnade qui le soutient, surplombe l'entrée principale, encadrée par deux niches où sont placées les statues d'Hercule et Cerbère et du consul Lépide (fondateur de Modène), réalisées par le sculpteur Prospero Sogari entre 1565 et 1568, et offertes en 1724 au duc Renaud III par la famille Scaruffi de Reggio Emilia.
Les bronzes précieux qui ornaient la porte ont disparu au cours des événements qui ont conduit au gouvernement provisoire en 1796. Ne subsistent que deux masques qui soutiennent maintenant la chaîne en face de l'entrée. Les statues de la terrasse sur le haut de la façade droite représentent Hercule, Junon, Pallas et Mercure, et ont toutes été réalisées à la fin du XVIIe siècle. Sur le côté gauche, les statues représentent Vulcain, Cérès, Bacchus et Vénus, et sont dues à l'artiste Giuseppe Graziosi (1879-1942) en remplacement de celles en bois, très détériorées. Les statues de Mars, de la Vertu, de la Force et du Temps entourent la tour centrale tandis que sur le côté nord sont représentés Jupiter et Neptune.
L'entrée mène à la cour d'honneur par le biais d'une grande arche avec des décorations et une grille conçues par le professeur Arturo Prati (troisième décennie du XXe) afin de fournir un logement digne au Sanctuaire de l'Académie militaire; sur les dalles formant les murs sont sculptés  les noms des anciens élèves tombés pendant les guerres et ceux tombés durant l'accomplissement de leur devoir en temps de paix.
Sur l'arcade est écrite la devise de l'Académie royale d'infanterie et de cavalerie : "Je prépare les nouveaux héros aux gloires de l'Italie " 
En entrant dans le salon, il est possible d'admirer les peintures suivantes (depuis la droite): Nicolas II D'Este (Carlo Goldoni 1822-1874), Le répas chez Simon le Pharisien (Jean Boulanger 1566 -1660), Azzo d'Este (Angelo Mignoni), Azzo VII (Giuseppe Zattera 1825-1891) et Obizzo II (Carlo Goldoni). En marchant à travers le portique se trouve le Grand Escalier (Scalone d'Onore), qui est très aéré et lumineux puisqu'il donne sur  la cour; le long des rampes sont disposées dans les niches les statues de la Prudence et de l'Abondance d'Andrea Baratta (sculptées entre 1687 et 1690), les six autres sont d'époque romaine et viennent de la célèbre Villa d'Este à Tivoli. La sculpture la plus prestigieuse est sans doute Minerva qui, pendant l'occupation française en 1796, a été transportée sur la Piazza Grande pour représenter "la liberté" et a souffert de sérieux dégâts.
L'escalier mène à la belle loge où l'on peut apprécier pleinement l'harmonie et la légèreté qui caractérisent l'ensemble du bâtiment. Les statues placées dans les niches sont des œuvres en bois et stuc.
L'utilisation des espaces intérieurs du palais a changé plusieurs fois selon les besoins de la cour ou les nécessités du gouvernement; au premier étage se trouvaient généralement les logements des gardiens (sur le côté droit de l'entrée), le corps judiciaire, le bureau de la monnaie et les archives sur le côté gauche; la zone de l'ancien château a été transformée en écuries, garages, cuisines, etc. À l'étage principal de la façade se trouvent toujours les administrations (Appartement d'État, Bureau du commandement et  club des officiers), tandis que les chambres de l'ancien château et les extensions nord servent de chambres allouées aux appartements ducaux.
Les collections d'art, livres, armes et merveilles collectées par les ducs d'Este bénéficient toujours d'une renommée internationale pour la quantité et la valeur de ses peintures, manuscrits, etc. Il suffit de nommer la collection de pièces d'Este (composée d'environ 36 000 pièces, y compris des pièces de monnaie, des médailles), Armurerie des Doges (plus de trois mille articles y compris les armes et armes à feu), la bibliothèque d'Este, avec plus de cent mille volumes, sans compter la Pinacothèque d'Este complétée de peintures des plus grands artistes italien et étrangers des XVI, XVII et XVIIIe siècle. Malheureusement, les difficultés financières ont forcé le duc Francesco III à se priver des 100 peintures les plus précieuses de la collection, qui auraient été vendues en 1746 pour cent mille sequins au roi Auguste III de Pologne, électeur de Saxe à la Diète pour la nomination des empereurs de l'Empire romano-germanique. Cette collection, sauf pour certaines œuvres, est encore conservée à Dresde. Avec la campagne victorieuse de Napoléon de 1796 et la mise en place du gouvernement Cispadano dans le palais, ont été enlevés, volés ou vendus aux enchères la plupart des meubles et des collections qui par la suite, et seulement en partie, ont pu être récupérées avec la Restauration.
Lors du départ définitif de Francesco V (1859) sont restés dans le palais la collection de pièces, la galerie d'art et la bibliothèque presque complète (l'armurerie a été emmenée en Autriche); les collections ont ensuite été remises à la ville de Modène par Francesco V en 1868 et depuis 1880 ces collections sont présentées au public dans le Palais des musées. Même les meubles du XIXe siècle sont restés en grande partie dans le Palais, mais ils sont conservés dans les entrepôts en raison de la nécessité d'adapter l'espace aux nouveaux usages (Préfecture, le Tribunal, l'Académie militaire, etc.). En revanche l'appartement privé a été maintenu intact et fonctionnel afin d'être à la disposition de la famille royale et les princes de Savoie.
La création de nouveaux ministères à la capitale Rome, a imposé cependant, l'utilisation de presque tous les meubles, y compris ceux de l'appartement privé.
Les peintures qui peuvent être admirées aujourd'hui dans le palais sont la propriété de l'Académie militaire et la Surintendance pour le Patrimoine historique, artistique et ethno-anthropologique de Modène et Reggio Emilia; au cours des dernières années, les chefs-d'œuvre ont été sélectionnés et repositionnés en fonction des besoins spécifiques des historiens et du fait du caractère militaire de l'Institut. Les auteurs récurrents dont les œuvres sont exposées sont des portraitistes du XIXe siècle, presque tous enseignants à l'Académie des Beaux-Arts de Modène et chargés de réaliser ces portraits de famille ainsi que peindre des tableaux fantaisistes des ancêtres de la maison d'Este.

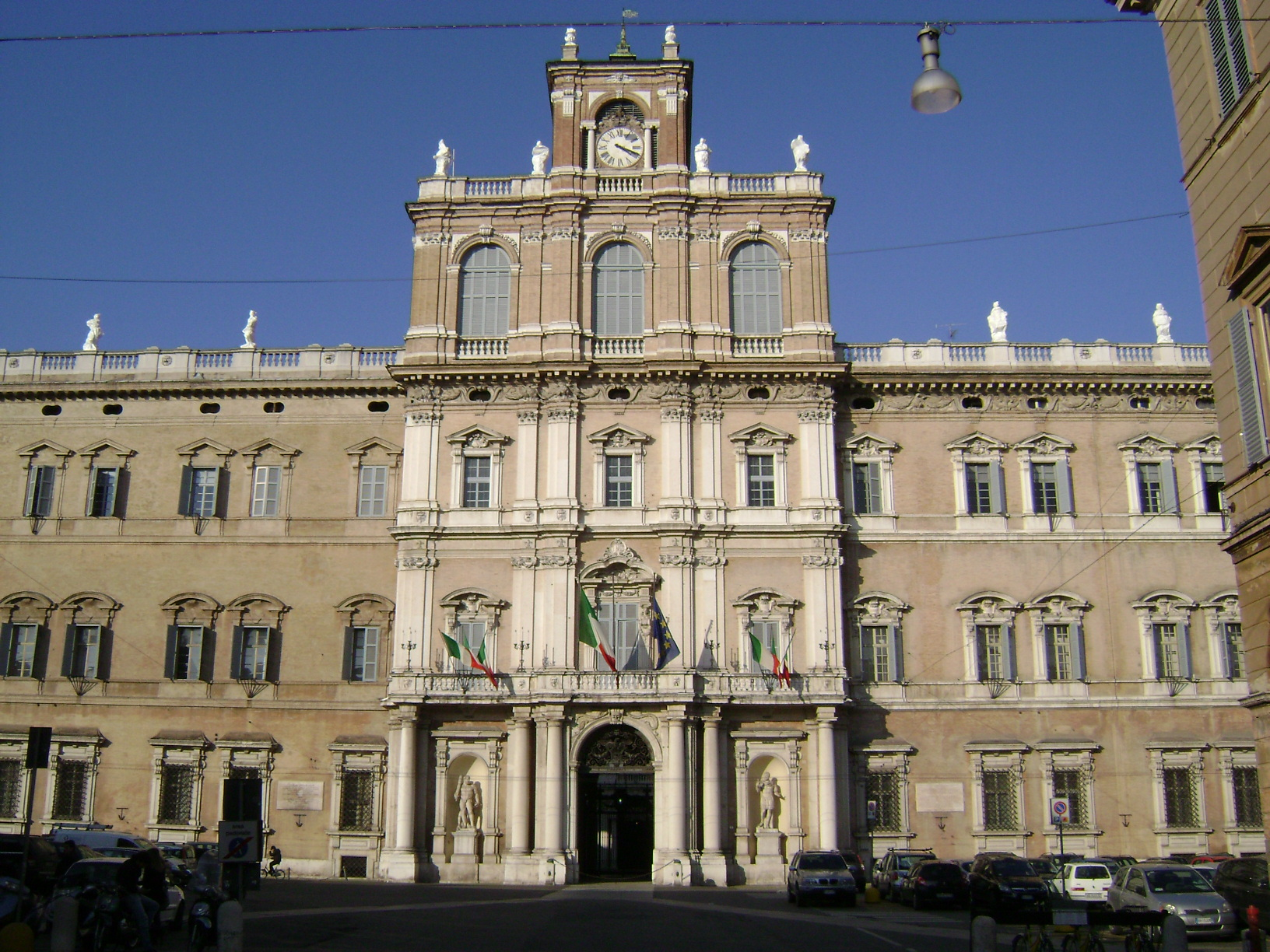
Façade sur la ville du palais ducal.
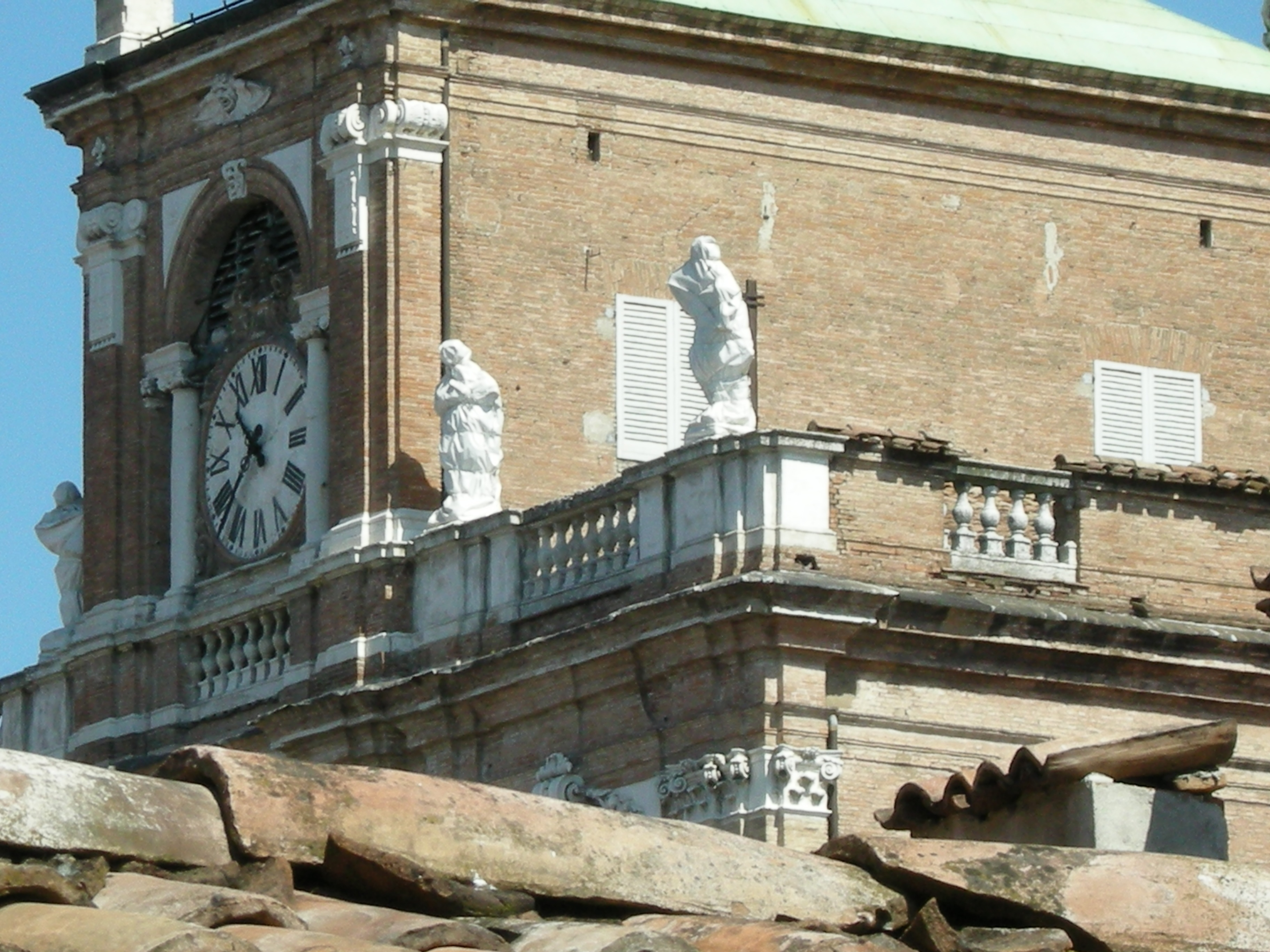
Vue depuis l'intérieur de la cour.
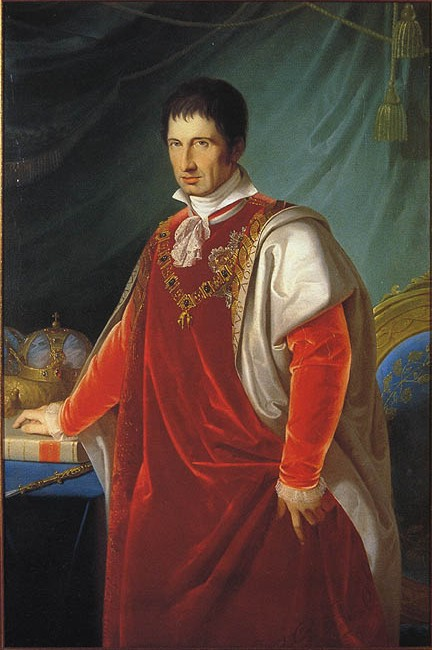
Portrait François IV de Modène.

## Naissances et décès
- La duchesse Isabelle d'Este (1635–1666) - née au palais
- Le duc et cardinal Renaud III de Modène (1655–1737) - né et décédé au palais
- La duchesse Charlotte de Brunswick-Lunebourg (1671–1710) - décédée au palais
- La duchesse Marie Thérèse Félicité d'Este (1726–1754) - née au palais
- Le duc Hercule III de Modène (1727–1803) - né au palais
- La princesse Marie Fortunée d'Este (1731–1803) - née au palais
- L’archiduchesse Marie-Thérèse d’Autriche-Este (1816-1887) - née au palais
- L’archiduchesse Marie-Béatrice d’Autriche-Este (1824-1906) - née au palais.